# Pentazocin

Strukturformel för pentazocin.

Pentazocin är en kemisk förening med summaformeln C11H27NO som tillhör gruppen opioider. Substansen är ett analgetikum, som används vid medelsvåra och svåra, akuta och kroniska, smärttillstånd och verkar på liknande sätt som morfin. Det patenterades 1952 av Sterling.
Pentazocin bör inte användas av personer som missbrukar opiater, till exempel heroin. Varunamnet för ämnet i Sverige var Fortalgesic. Medlet avregistrerades från den svenska läkemedelsmarknaden 1999, och säljs inte längre som läkemedel i Sverige men skrivs fortfarande ut i vissa andra länder, bland annat USA.
Substansen är narkotikaklassad och ingår i förteckning P III i 1971 års psykotropkonvention, samt i förteckning III i Sverige.